# Berthold von Zollern

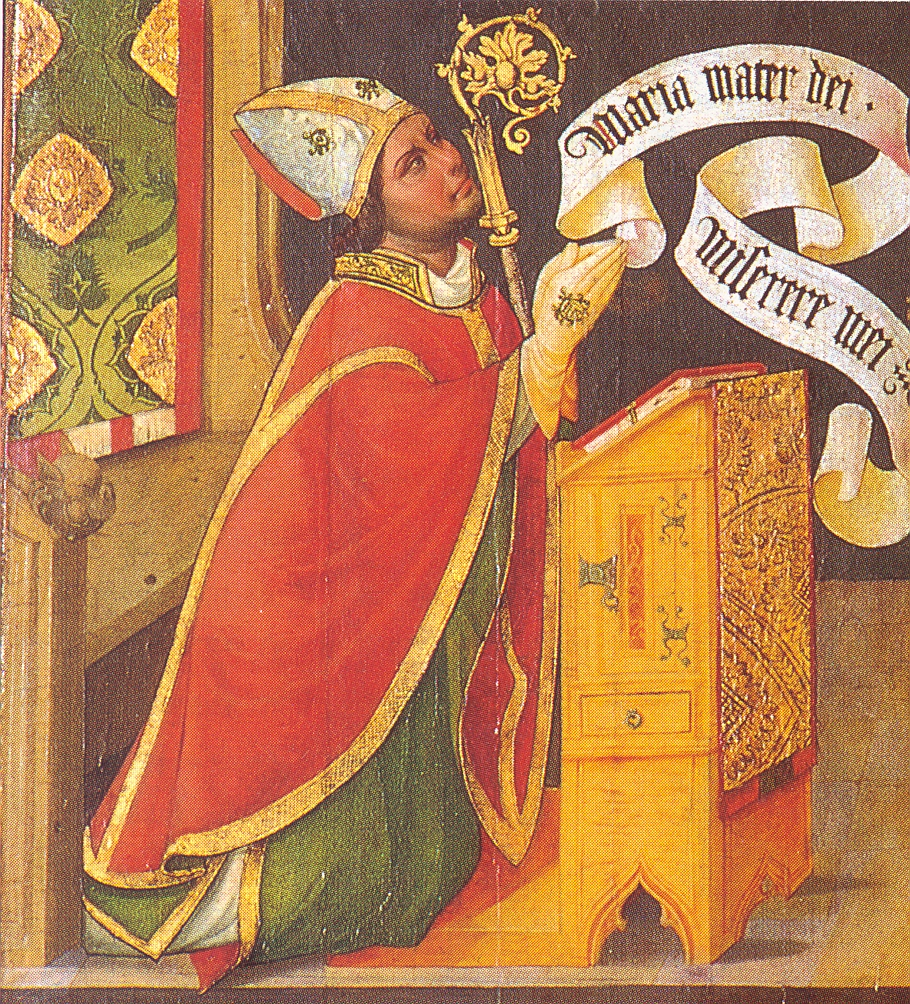
Bischof Berthold auf einer mittelalterlichen Votivtafel

Berthold von Zollern (* 1320 in Nürnberg?; † 16. September 1365 auf der Willibaldsburg in Eichstätt) war Fürstbischof von Eichstätt.

## Herkunft
Berthold von Zollern stammte von den fränkischen Zollern ab, die Burggrafen von Nürnberg waren. Seine Eltern waren Friedrich IV. und Margarete von Kärnten. Der Vater von Margarethe war Albrecht von Kärnten († 1292). Als zweitgeborener Sohn nach Johann schlug er zunächst eine Laufbahn im Deutschen Orden ein und stieg später zum Bischof von Eichstätt auf. Er starb drei Jahre vor seinem Bruder Friedrich, dem Bischof von Regensburg.

## Landkomtur im Deutschen Orden
1333 trat er mit 13 Jahren dem Deutschen Orden bei und wurde Landkomtur von Franken (1345–49) und Preußen. Er wurde von seinen Ordensbrüdern sehr geachtet.

## Wirken als Bischof von Eichstätt
Obwohl er noch keine Klerikerweihen empfangen hatte, ernannte ihn Papst Clemens VI. 1351 zum Bischof von Eichstätt. Der Papst selbst erteilte ihm am 25. Mai 1351 die Niederen Weihen und im Monat darauf die Diakonats- und Priesterweihe. In Rom zum Bischof geweiht, traf er im Oktober 1351 in Eichstätt ein. Dort einigte er sich mit dem noch regierenden Bischof Albrecht I. von Hohenfels auf eine Gewaltenteilung: Während Albrecht die weltlichen Belange des Bistums besorgte, nahm Berthold die eigentlichen bischöflichen Aufgaben wahr, bis 1353 Albrecht schließlich resignierte. Danach wurde Berthold von König Karl IV. am 24. Juni 1354 mit den Regalien belehnt.
Im Oktober 1354 hielt Berthold eine Diözesansynode in Eichstätt ab, die Statuten für den Klerus beschloss. Zehn Jahre später wurde auf einer weiteren Diözesansynode das Erbrecht des Klerus neu geregelt; die Geistlichen durften fortan mit einem Testament die Weitergabe ihres persönlichen Besitzes regeln, der vorher grundsätzlich der Kirche anheimfiel; allerdings beinhaltete die Neuregelung die Auflage, die Kirche und die Armen zu berücksichtigen.
Berthold vergrößerte den bischöflichen Hochstift-Besitz, indem er Landershofen und Kleinabenberg zur Gänze sowie Güter in mehreren Orten erwarb. Als Bauherr betätigte er sich, indem er in seiner Bischofsstadt das Straßenpflaster reparieren ließ, noch im ersten Regierungsjahr mit dem Neubau der Willibaldsburg begann (1355 verlegte er seinen Wohnsitz dorthin; seine Nachfolger blieben bis 1725 dort) und Baumängel am Dom beheben ließ. Die durch diese Bautätigkeit angehäuften Schulden ließ ihn die Aufgabe eines Kanzlers des Kaisers Karl IV. annehmen, der ihn hierfür unter anderem mit Privilegien beschenkte. So erhielt der Bischof 1354 die Jagdrechte im Weißenburger Forst, 1355 den Königsschutz für das Eichstätter Schottenkloster und 1360 das Privileg eines Jahrmarktes am Willibaldsfest.
Er gewährte dem Tiroler Grafen und Herzog von Oberbayern Meinhard III. Zuflucht vor seinem Onkel, dem bayerischen Herzog Stephan II. Es gelang Meinhard III. anschließend nach Tirol zu fliehen, allerdings starb er kurz darauf in Meran, so dass sich keine politischen Konsequenzen ergaben.
Spannungsgeladen blieb sein Verhältnis zum Eichstätter Domkapitel, aus dessen Reihen normalerweise der Bischof gewählt worden wäre. Dies veranlasste Berthold, sich noch enger an den Kaiser zu halten. So begleitete er diesen 1365 nach Avignon, wo der Kaiser die Bistümer Regensburg und Bamberg unter das Erzbistum Prag stellen lassen wollte. Auf dem Rückweg erkrankte Berthold in Speyer und starb kurz darauf auf seiner Burg in Eichstätt. Sein persönliches Vermächtnis an die Kirche bzw. die Domsakristei waren diverse kostbare Zeremoniengegenstände. Bestattet wurde er in der Zollerngrablege im Kloster Heilsbronn, dort ist er als vollplastische Figur abgebildet.